# Сен-Мор (Жер)
Сен-Мор (фр. Saint-Maur) — коммуна во Франции, находится в регионе Юг — Пиренеи. Департамент — Жер. Входит в состав кантона Миранд. Округ коммуны — Миранд.
Код INSEE коммуны — 32393.

## География
Коммуна расположена приблизительно в 620 км к югу от Парижа, в 90 км западнее Тулузы, в 27 км к юго-западу от Оша.
На западе коммуны протекает река Ос.

## Климат
Климат умеренно-океанический. Лето жаркое и немного дождливое, температура часто превышает 35 °С. Зимой часто бывает отрицательная температура и ночные заморозки. Годовое количество осадков — 700—900 мм.

## Население
Население коммуны на 2010 год составляло 124 человека.
| 1962 | 1968 | 1975 | 1982 | 1990 | 1999 | 2010 |
| ---- | ---- | ---- | ---- | ---- | ---- | ---- |
| 136  | 132  | 89   | 111  | 103  | 111  | 124  |

## Администрация
| Период | Период | Фамилия       | Партия | Примечания |
| ------ | ------ | ------------- | ------ | ---------- |
| 2001   | 2020   | Марсель Дюкле |        |            |

## Экономика
В 2010 году среди 77 человек трудоспособного возраста (15-64 лет) 61 были экономически активными, 16 — неактивными (показатель активности — 79,2 %, в 1999 году было 74,3 %). Из 61 активных жителей работали 59 человек (29 мужчин и 30 женщин), безработных было 2 (1 мужчина и 1 женщина). Среди 16 неактивных 3 человека были учениками или студентами, 8 — пенсионерами, 5 были неактивными по другим причинам.

## Фотогалерея

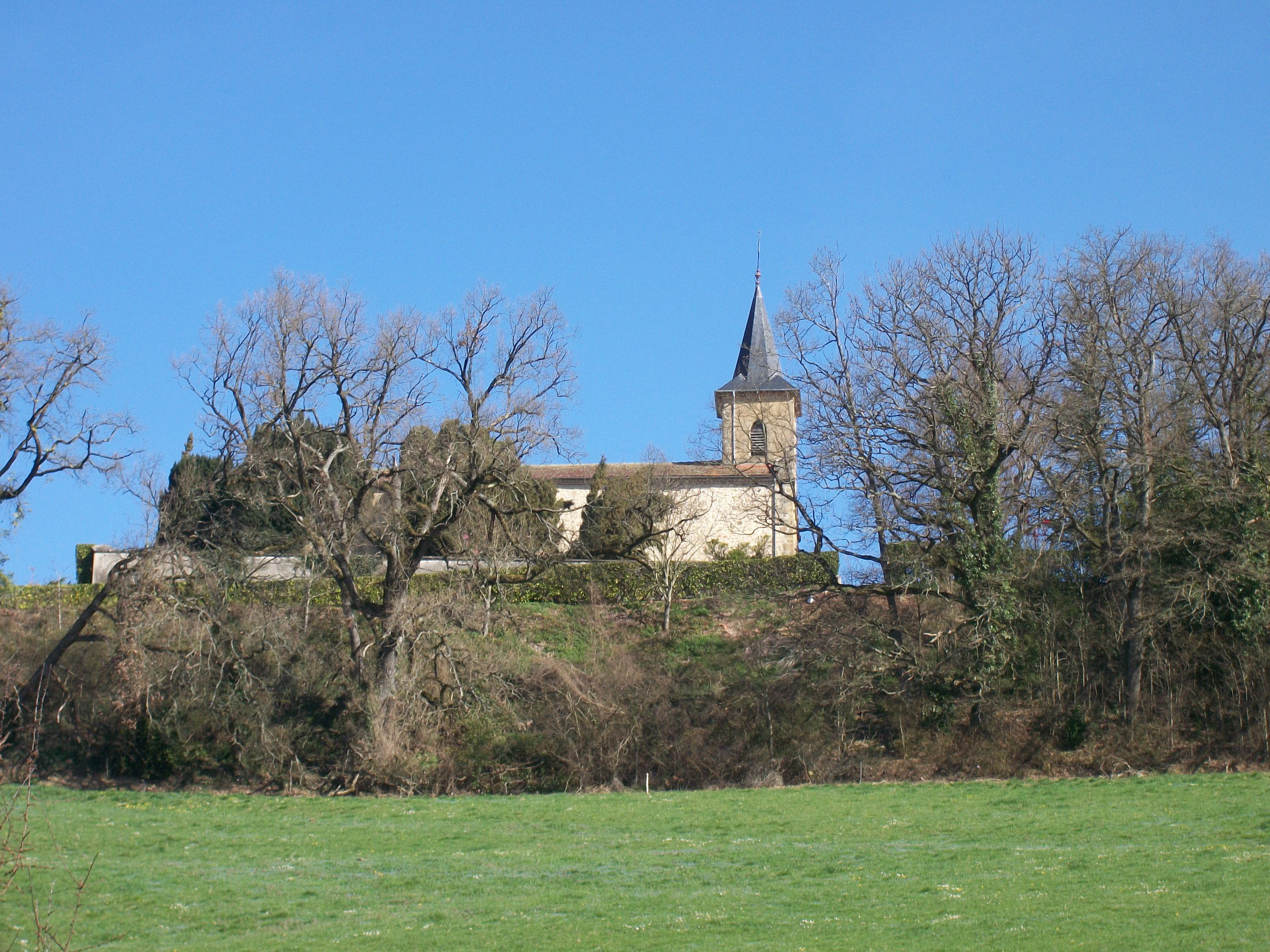
Церковь
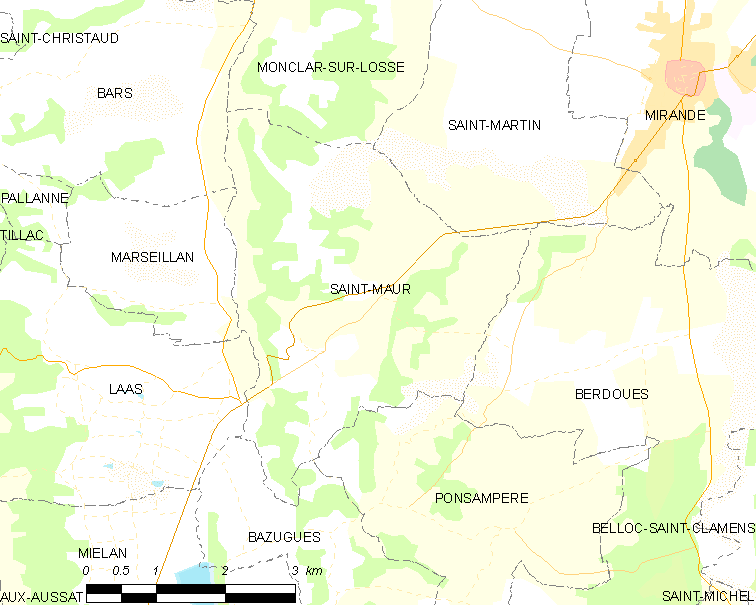
Карта коммуны